# Ференцы, Адам
Адам Ференцы (пол. Adam Ferency, 5 октября 1951, Варшава) — польский актёр театра и кино.

## Биография
Закончил Государственную высшую театральную школу в Варшаве (1976). В том же году дебютировал на сцене и в детективном телесериале, сыграв роль милиционера. Играл в Театре на Воли и Театре Вспулчесном, в 1993 году поставил в Театре Вспулчесном драму Дэвида Мэмета «Голливуд, Голливуд». С 1994 года — актёр столичного Театра драмы в Варшаве в Варшаве.
У Ференцы есть сын Антоний и дочь от Малгожаты Джевульской и дочь Францишка от актрисы Патрисии Солиман, несмотря на 30-летнюю разницу в возрасте и действующий брак с другой женщиной. Ференцы говорит о себе как об атеисте.

## Избранные роли в театре

### В различных театрах
- Киселевский. «Карикатуры» (1976, реж. Густав Холоубек)
- Георга Бюхнер. «Леонс и Лена» (1976, реж. Кшиштоф Залеский)
- Представление Гамлета в деревне Глуха Дольна (1977, реж. Казимеж Куц)
- Ружевич. В расход (1979, реж. Тадеуш Ломницкий)
- Процесс (1980, реж. Агнешка Холланд, по Францу Кафке)
- Брехт. Взлет и падение города Махагони (1982, реж. Кшиштоф Залеский)
- Гомбрович. Венчание (1983, реж. Кшиштоф Залеский)
- Шекспир. Сон в летнюю ночь (1983, реж. Мацей Энглерт)
- Битва Масленицы с Постом (1984, реж. Януш Вишневский)
- Чехов. Три сестры (1985, реж. Мацей Энглерт)
- Мюссе. Лорензаччо (1986, реж. Кшиштоф Залеский)
- Мастер и Маргарита (1987, реж. Мацей Энглерт по роману М. Булгакова)
- Шекспир. Двенадцатая ночь (1989, реж. Мацей Энглерт)
- Похороны картофеля (1990, реж. Ян Якуб Кольский)
- Москва — Петушки (1992, реж. Томаш Зыгадло, по роману Вен. Ерофеева)
- Мрожек. Любовь в Крыму (1993, реж. Эрвин Аксер)
- Гольдони. Приключение в Кьодже (1993, реж. Мацей Энглерт)
- Ан-ский. Дибук (1999, реж. Агнешка Холланд)
- Выспяньский. Свадьба (2000, реж. Ежи Гжегожевский)
- Винтерберг. Торжество (2001, реж. Гжегож Яжина)
- Вен. Ерофеев. Вальпургиева ночь, или Шаги командора (2003)
- Шекспир. Буря (2003, реж. Кшиштоф Варликовский)
- Африканские сказки Шекспира (2011, Кшиштоф Варликовский, )
- Старуха Даниил Хармс (2011, реж. Игорь Гожковский,  (недоступная ссылка))

### В Театре драмы
- Булгаков. Багровый остров (1995)
- Беккет. Счастливые дни (1995, реж. Антоний Либера)
- Беккет. В ожидании Годо (1996, реж Антоний Либера)
- Шекспир. Как вам это понравится (1996)
- Беккет. Конец игры (1997, реж. Антоний Либера)
- Шекспир. Укрощение строптивой (1997, реж. Кшиштоф Варликовский)
- Выспяньский. Возвращение Одиссея (1999, реж. Кристиан Люпа)
- Изничтожение (2001, реж. Кристиан Люпа, по роману Томаса Бернхарда)
- Я обслуживал английского короля (2003, по роману Богумила Грабала)
- Ибсен. Пер Гюнт (2007, реж. Павел Мишкевич)
- Пушкин. Борис Годунов (2008, реж. Андрей Могучий, )
- Персона. Мэрилин (2009, реж. Кристиан Люпа)
- Дон Кихот (2010, реж. Мацей Подставны)

## Избранная фильмография
- 1977: Акция под Арсеналом (реж. Ян Ломницкий)
- 1978: Кошки это сволочи (реж. Хенрик Бельский)
- 1978: Провинциальные актёры (реж. Агнешка Холланд)
- 1980: Лихорадка (реж. Агнешка Холланд)
- 1981: Случай (реж. Кшиштоф Кесьлёвский, фильм вышел на экраны в 1987)
- 1981: Человек из железа (реж. Анджей Вайда)
- 1981: Детские вопросы (реж. Януш Заорский)
- 1982: Мама Круль и её сыновья (реж. Януш Заорский, фильм вышел на экраны в 1987)
- 1982: Допрос (реж. Рышард Бугайский, фильм вышел на экраны в 1989)
- 1983: Надзор (реж. Веслав Саневский, фильм вышел на экраны в 1985)
- 1984: Планета портной (реж. Ежи Домарадзкий)
- 1985: Боденское озеро (реж. Януш Заорский)
- 1985: О-би, о-ба: Конец цивилизации (реж. Пётр Шулькин)
- 1985: Без конца (реж. К. Кеслёвский)
- 1987: Палата № 6 (реж. Кшиштоф Грубер, по рассказу А. Чехова, телевизионный)
- 1990: Прощание с осенью (реж. Мариуш Трелинский по роману Виткевича)
- 1990: Похороны картофеля (реж. Ян Якуб Кольский)
- 1992: Каналья / Kanalia — Егор Потапович Егоров, следователь охранки — главная роль
- 1996: Полковник Квятковский (реж. Казимеж Куц)
- 1999: Операция «Коза» (реж. Конрад Шолайский)
- 1999: Огнём и мечом (реж. Ежи Хоффман, телесериал по роману Сенкевича)
- 2003: Порнография (реж. Ян Якуб Кольский, по роману Гомбровича)
- 2006: Жасмин (реж. Ян Якуб Кольский)
- 2008: Изолятор (реж. Кристофер Дойл)
- 2008: Водитель лимузина (реж. Жером Дассье)
- 2011: Варшавская битва. 1920 (реж. Ежи Хоффман)
- 2016: За синей дверью (реж. Мариуш Палей)
- 2020: В густом лесу (реж. Бартош Конопка), телесериал

## Признание
- 1991 — Фестиваль польских художественных фильмов — приз в категории «Лучшая главная мужская роль», за роль в фильме «Каналья».
- 2000 — Wielki Splendor — приз «Польского радио» лучшему актёру радиопостановок.